# Кічмалка
Кічмалка (рос. Кичмалка) — село у Зольському районі Кабардино-Балкарії Російської Федерації.
Орган місцевого самоврядування — сільське поселення Кічмалка. Населення становить 1542 особи.

## Історія
Згідно із законом від 27 лютого 2005 року органом місцевого самоврядування є сільське поселення Кічмалка.

## Населення
| 2002  | 2010  | 2012  | 2013  | 2014  | 2015  | 2016  |
| ----- | ----- | ----- | ----- | ----- | ----- | ----- |
| 1470  | ↗1542 | ↘1515 | ↘1510 | ↗1517 | ↗1535 | ↗1539 |
| 2017  | 2018  | 2019  | 2020  |       |       |       |
| ↗1542 | ↗1543 | ↗1556 | →1556 |       |       |       |